# Johann Gottlob Theaenus Schneider
Johann Gottlob Theaenus Schneider (ur. 18 stycznia 1750 w Collm; zm. 12 stycznia 1822 we Wrocławiu) – niemiecki filolog klasyczny, ichtiolog; uczony, profesor Uniwersytetu Viadrina we Frankfurcie nad Odrą i Uniwersytetu Wrocławskiego. Pierwszy dyrektor Królewskiej Biblioteki Uniwersyteckiej we Wrocławiu.

## Dzieła
- Handwörterbuch der griechischen Sprache. Vogel, Leipzig 1828.
- Griechisch-deutsches Wörterbuch. Hahn, Leipzig 1819.
- Kritisches griechisch-deutsches Wörterbuch. Frommann, Jena, Leipzig 1805/06.
- Eclogae physicae, ex scriptoribus praecipue Graecis excerptae. Frommann, Jena, Leipzig 1800.
- Historiae amphibiorum naturalis et literariae. Frommann, Jena 1799–1801.
- Kritisches griechisch-deutsches Handwörterbuch. Frommann, Jena, Züllichau 1797.
- Amphibiorum physiologiae specimen. Apitz, Frankfurt (Oder) 1790–97.
- Ad reliqua librorum Friderici II. et Alberti Magni capita commentarii ... Müller, Leipzig 1789.
- Zweyter Beytrag zur Naturgeschichte der Schildkröten. Müller, Leipzig 1789.
- Erster Beytrag zur Naturgeschichte der Schildkröten. Müller, Leipzig 1787.
- Sammlung vermischter Abhandlungen zur Aufklärung der Zoologie und der Handlungsgeschichte. Unger, Berlin 1784.
- Allgemeine Naturgeschichte der Schildkröten. Müller, Leipzig 1783.
- Ichthyologiae veterum specimina. Winter, Frankfurt (Oder) 1780.
- Anmerkungen über den Anakreon. Crusius, Leipzig 1770.